# Overleg Kunsthistorische Bibliotheken Nederland
Het Overleg Kunst(historische) Bibliotheken Nederland * Art Libraries Society / The Netherlands (OKBN * ARLIS / NL) is een overlegorgaan voor instellingen en personen, werkzaam op het gebied van bibliothecaire en documentaire informatieverzorging met betrekking tot beeldende kunst en architectuur.
Het OKBN werd in 1982 opgericht en is sinds 1996 een officiële vereniging. De vereniging kent inmiddels meer dan 60 leden, waaronder bibliotheken en documentatiecentra van verschillende prominente wetenschappelijke instellingen op het gebied van de kunst(historie) en architectuur. Onder de deelnemende instellingen zijn de Koninklijke Bibliotheek, faculteits- en hogeschoolbibliotheken (van de faculteiten letteren en bouwkunst van de universiteiten en de academies van beeldende kunst en bouwkunst), museumbibliotheken, kunsthistorische documentatiecentra, culturele instellingen en archieven.
Het OKBN stelt zich ten doel de contacten tussen haar leden onderling te bevorderen, bij te dragen aan een verdere professionalisering van de bibliothecaire en documentaire informatieverzorging en het behartigen van de belangen van de beroepsgroep. Het waarborgen van het op een professioneel en toereikend niveau verzamelen van materialen over de (geschiedenis van de) beeldende kunsten en architectuur en, in het verlengde hiervan, het stimuleren van de coördinatie van de collectievorming tussen de leden onderling, behoren tot de belangrijkste taken van het OKBN.